# كاشف تولنز

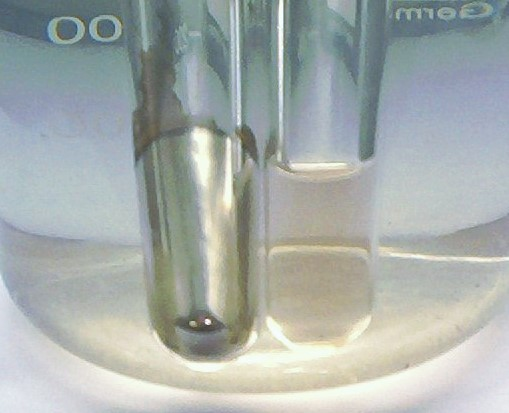
اختبار تولنز للألدهيد: الجانب الأيسر موجب (مرآة فضية)، الجانب الأيمن سلبي

كاشف تولنز (بالإنجليزية: Tollens' reagent) هو كاشف كيميائي يستخدم للتمييز بين الألدهيدات والكيتونات مع بعض كيتونات ألفا هيدروكسي التي يمكن أن تتحول إلى ألدهيدات. يتكون الكاشف من محلول من نترات الفضة والأمونيا وبعض هيدروكسيد الصوديوم (للحفاظ على الأس الهيدروجيني الأساسي لمحلول الكاشف). سميت على اسم مكتشفها الكيميائي الألماني برنارد تولنز. يُشار إلى الاختبار الإيجابي باستخدام كاشف تولنز من خلال ترسيب عنصر الفضة، وغالبًا ما ينتج عنه «مرآة فضية» مميزة على السطح الداخلي لوعاء التفاعل.

## تحضير المختبر
هذا الكاشف غير متوفر تجاريًا نظرًا لقصر مدة صلاحيته، لذلك يجب تحضيره على الجاهز في المختبر. تحضير واحد مشترك ينطوي على خطوتين. في البداية يتم إضافة بضع قطرات من هيدروكسيد الصوديوم المخفف إلى 0.1 مائي نترات الفضة. تقوم الأيونات بتحويل شكل مركب الفضة المائي إلى أكسيد الفضة الذي يترسب من المحلول كمادة صلبة بنية اللون.
{\displaystyle {\ce {2AgNO3 + 2NaOH -> Ag2O(s) + 2NaNO3 + H2O}}}
في الخطوة التالية يتم إضافة كمية كافية من الأمونيا المائية لإذابة أكسيد الفضة البني (I). يحتوي المحلول الناتج على معقدات [Ag (NH 3) 2 ] + في الخليط وهو المكون الرئيسي لكاشف Tollens. يتم إعادة تشكيل هيدروكسيد الصوديوم:
{\displaystyle {\ce {Ag2O(s) + 4NH3 + 2NaOH + H2O -> 2[Ag(NH3)2]OH + 2NaOH}}}
بشكل بديل، يمكن إضافة الأمونيا المائية مباشرة إلى محلول نترات الفضة. في البداية ستحث الأمونيا على تكوين أكسيد الفضة الصلب ولكن مع الأمونيا الإضافية يذوب هذا الراسب الصلب لإعطاء محلول واضح من مركب التنسيق الفضي (I). تساعد تصفية الكاشف قبل الاستخدام على منع النتائج الإيجابية الخاطئة.

## الاستخدامات

### التحليل العضوي النوعي

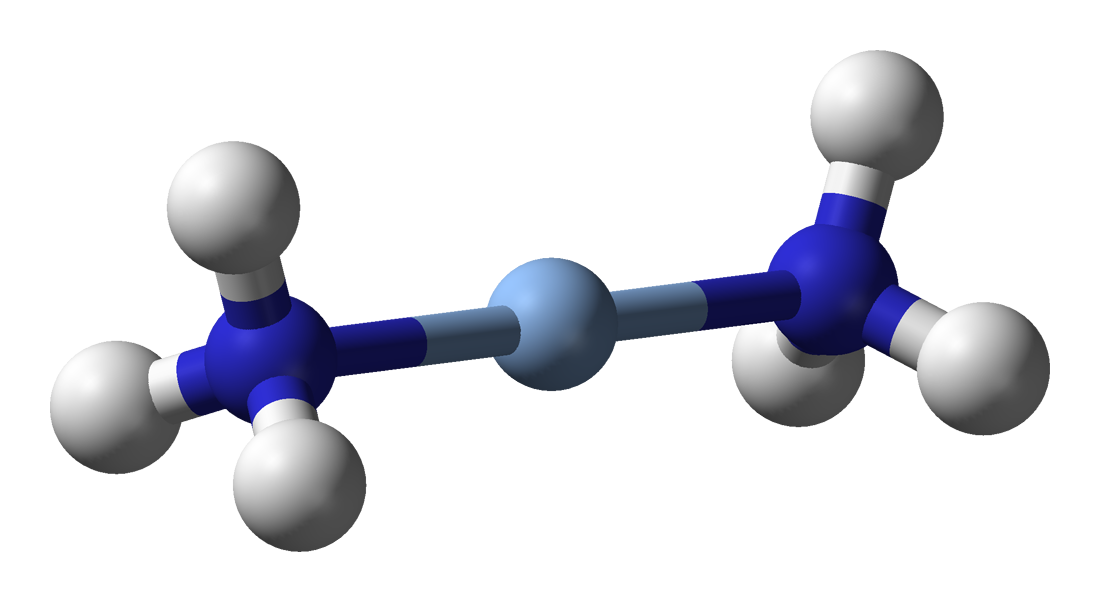
نموذج الكرة والعصا لمركب الماس الفضي (I)

بمجرد تحديد وجود مجموعة كربونيل باستخدام 2,4-دينيتروفينيل هيدرازين (المعروف أيضًا باسم كاشف برادي أو 2,4-DNPH أو 2,4-DNP)، يمكن استخدام كاشف تولنز للتمييز بين الكيتون والألدهيد. يعطي كاشف تولنز اختبارًا سلبيًا لمعظم الكيتونات مع استثناء واحد من كيتونات ألفا هيدروكسي.
يعتمد الاختبار على فرضية أن الألدهيدات تتأكسد بسهولة أكبر مقارنة بالكيتونات هذا بسبب الكربون المحتوي على الكربونيل الموجود في الألدهيدات والذي يحتوي على الهيدروجين. مركب ديامين الفضة (I) في الخليط هو عامل مؤكسد وهو المادة المتفاعلة الأساسية في كاشف تولنز. يتم إجراء الاختبار بشكل عام في أنبوب اختبار في حمام ماء دافئ.
في اختبار إيجابي يؤكسد مركب ديامين الفضة (I) الألدهيد إلى أيون كربوكسيل وفي هذه العملية يتم تقليله إلى عنصر الفضة والأمونيا المائية. تترسب الفضة الأولية من المحلول أحيانًا على السطح الداخلي لوعاء التفاعل، مما يعطي «مرآة فضية» مميزة. سيعطي أيون الكربوكسيل عند التحميض حمض الكربوكسيل المقابل له. لا يتشكل حمض الكربوكسيل مباشرة في المقام الأول حيث يحدث التفاعل تحت ظروف قلوية. المعادلات الأيونية للتفاعل الكلي موضحة أدناه تشير R إلى مجموعة ألكيل.
{\displaystyle {\ce {2[Ag(NH3)2]+ + R-CHO + H2O -> 2Ag(s) + 4NH3 + R-COOH + 2H+}}}
يمكن أيضًا استخدام كاشف Tollens لاختبار الألكينات الطرفية {\displaystyle {\ce {R-C2H}}}. راسب أبيض من الأسيتيل {\displaystyle {\ce {AgC-R}}}) في هذه الحالة. يعتمد اختبار آخر على تفاعل الفورفورال مع الفلوروجلوسينول لإنتاج مركب ملون بامتصاصية مولارية عالية. كما أنه يعطي اختبارًا إيجابيًا باستخدام الهيدرازينات والهيدرازونات وكيتونات ألفا هيدروكسي و1،2-ديكاربونيل.

### تلطيخ
في علم الأمراض التشريحي يتم استخدام نترات الفضة النشادر في علم الأنسجة وهي تقنية صبغ الفضة المستخدمة للكشف عن الميلانين وليبوفيوسين وأليف الفضة في أقسام الأنسجة. يقلل الميلانين والكرومافينات الأخرى من نترات الفضة إلى الفضة المعدنية.

### في انعكاس الفضة
يستخدم كاشف تولنز أيضًا لوضع مرآة فضية على الأواني الزجاجية على سبيل المثال داخل قارورة فراغ معزولة. تسمى العملية الكيميائية الأساسية تفاعل المرآة الفضية. العامل المختزل هو الجلوكوز (ألدهيد) لمثل هذه التطبيقات. الأواني الزجاجية النظيفة مطلوبة لمرآة عالية الجودة. لزيادة سرعة الترسيب، يمكن معالجة السطح الزجاجي مسبقًا باستخدام كلوريد القصدير (II) المثبت في محلول حمض الهيدروكلوريك.
بالنسبة للتطبيقات التي تتطلب أعلى جودة بصرية كما هو الحال في مرايا التلسكوب فإن استخدام كلوريد القصدير (II) يمثل مشكلة لأنه يخلق خشونة على نطاق نانوي ويقلل من الانعكاسية. تتضمن طرق إنتاج مرايا التلسكوب إضافات إضافية لزيادة الالتصاق ومرونة الفيلم كما هو الحال في طريقة مارتن والتي تتضمن حمض الطرطريك والإيثانول.

## أمان
يمكن تدمير كاشف الشيخوخة باستخدام الحمض المخفف لمنع تكوين نيتريد الفضة شديد الانفجار.

## وصلات خارجية
- فيديو للعملية التجريبية التي تنطوي على كاشف تولنز
- كاشف تولنز على www.wiu.edu
- جامعة. نسخة محفوظة 3 مارس 2016 على موقع واي باك مشين. نتيجة نسخة محفوظة 3 مارس 2016 على موقع واي باك مشين. العرض التوضيحي لدورة الكيمياء العضوية في مينيسوتا نسخة محفوظة 3 مارس 2016 على موقع واي باك مشين.